# جان دی آرنولد
جان آرنولد (انگلیسی: John D. Arnold؛ زادهٔ ۱۹۷۴ در ایالات متحده آمریکا) یک سرمایه‌دار اهل ایالات متحده آمریکا است. جان آرنولد تاجر نفت پیشین شرکت انرون، پس از سقوط تجهیزات این شرکت پرآوازه، شرکت سرمایه‌گذاری قنطورس را تأسیس کرد. صندوق او هم‌اکنون ۵٬۰۰۰٬۰۰۰٬۰۰۰ دلار را تحت مدیریت دارد، و او و همسرش لا را نیمی از اموال خود را برای چالش گیتس-بوفت به ضمانت گذاشته‌اند. جان آرنولد در فهرست جوان‌ترین میلیاردرهای در جهان در جایگاه ۲، پس از مارک زوکربرگ مؤسس فیس‌بوک، قرار دارد. (منبع درآمد: سرمایه‌گذاری)
مدیر سرمایه‌گذار جان آرنولد، از تجارت نفت برای انرون در سال ۱۹۹۵، شروع کرد. آرنولد، با استفاده از شبکه تجارت اینترنتی جدید شرکت انرون، به نام انرون آنلاین موفق شد در «سه فصل از سال ۲۰۰۱» درآمدی میلیارد دلاری برای انرون کسب کند. گفته‌شده‌است که او در «سال ۲۰۰۱» برای شرکت، در نهایت دست‌کم هفتصد و پنجاه میلیون دلار به‌دست آورده‌است. او به خاطر این کارش پاداشی ۸ میلیون دلاری دریافت کرد، و شرکت انرون یک سال بعد در سال ۲۰۰۲ منحل شد و جان آرنولد نیز با پاداش‌هایی که در سال قبل دریافت کرده بود، شرکت خود را به نام سنتائوروس (قنطورس) تأسیس کرد. افرادی که در شرکت او کار می‌کردند، افراد سرشناسی در تجارت در صنعت انرژی بودند که شامل مدیرعامل قبلی شرکت انرون، گری والی، می‌شد.
پدر او یک وکیل و مادرش یک حسابدار بود. «بنیاد خانواده آرنولد» در سال ۲۰۰۴ باهدف حمایت از امور تحصیلی و برنامه‌های خدمات انسانی و اجتماعی تأسیس شد. آرنولد با «لو را النا مو نوز آرنولد» ازدواج‌کرده‌است. «لو را آرنولد» در حال حاضر رئیس بنیاد خانوادگی آرنولد است. «لو را آرنولد» در دانشگاه هاروارد و مدرسه حقوق دانشگاه ییل تحصیل‌کرده و همچنین دارای مدرک کارشناسی ارشد در رشته فلسفه در مطالعات اروپا از دانشگاه کمبریج است. جان و لو را آرنولد در حال حاضر ۲ فرزند دارند و ساکن هوس تن در ایالت تگزاس در آمریکا هستند.